# Larry Henley
Pour les articles homonymes, voir Henley.
Lawrence Joel "Larry" Henley, né le 30 juin 1937 à Arp au Texas et mort le 18 décembre 2014 à Nashville dans le Tennessee, est un chanteur et auteur-compositeur américain. Son œuvre la plus connue, Wind Beneath My Wings, a été coécrite avec l'auteur-compositeur Jeff Silbar (en). Elle a été reconnue chanson de l'année en 1989 et récompensée par un Grammy Award en 1990 .

## Biographie
Il grandit à Odessa et se destine au début, pour une carrière d'acteur avant de s'orienter vers la musique et l'écriture de chansons. En tant que membre du groupe The Newbeats, originaire de Louisiane, il se fait connaître en 1964 avec le tube Bread and butter, qu'il chante d'une voix de fausset. Cette période lui permet de participer à des tournées, notamment avec les Rolling Stones et les Kinks.
Il s'établit finalement à Nashville dans le Tennessee. Il décide de se consacrer à la composition et à l'écriture de chansons. Son succès le plus mémorable est la ballade Wind Beneath My Wings. Coécrite avec Jeff Silbar en 1982, elle est classée chanson n°1 en 1989 et est interprétée par Bette Midler dans le film Au fil de la vie en 1988. Un Grammy Award de la chanson de l'année est décerné à Henley et Silbar en 1990. Parmi les autres artistes ayant interprété le titre, peuvent être cités Lou Rawls, Sheena Easton, Gladys Knight et Gary Morris.
Parmi ses chansons les plus célèbres, se trouve Til I Get It Right, interprété par Tammy Wynette en 1973 et coécrit avec Red Lane.
Larry Henley est inscrit au Temple de la renommée des auteurs-compositeurs de Nashville en 2012. Il meurt dans cette ville le 18 décembre 2014, âgé de 77 ans, atteint de la maladie d'Alzheimer et souffrant de la maladie de Parkinson.